# SimplexNumerica
SimplexNumerica ist eine wissenschaftliche Datenanalyse- und Präsentationssoftware, entwickelt von Ralf Wirtz und optimiert für Microsoft Windows. Das Programm ist in Deutsch, Französisch und Englisch verfügbar. Es bietet umfangreiche numerische Algorithmen für Approximation (curve fitting) und Interpolations, sowie Datenanalysen, wie Regressionsanalyse, FFT, DSP, FIR/IIR-Filter, Zeitreihenanalysen. Die Grafik besteht aus vektorisierten Visualisierungen (Chart-/Shapes-Objekten), basierend auf einer hochauflösenden 2D/3D-Grafik-Rendering-Engine, genannt SimplexGraphics. Mit einem eingebauten Compiler für C++ sind zusätzliche Funktionen ggü. der graphischen Oberfläche erreichbar, welche im Stil der MS Office Ribbonbars aufgebaut ist.
Das Programm hat bereits eine lange Geschichte hinter sich, die im Jahr 1986 beim deutschen Fraunhofer-Institut für Lasertechnik in Aachen begann. Das Programm ist in der Vorgängerversion noch unter dem Namen Data Professional für Atari/GEM und später Windows 95 bekannt.

## Lizenzen
- Freeware zum Privatgebrauch
- Professional: Vollversion für 49 €
- Custom: individuelle Anpassungen bzw. Projekt-Arbeit